# Ex-Girlfriend
Ex-Girlfriend è una canzone rock del gruppo musicale californiano No Doubt, inserita nell'album Return of Saturn del 2000.

## Il brano
La canzone, scritta da Tom Dumont, Tony Kanal e Gwen Stefani, è stata pubblicata come primo singolo ufficiale dell'album Return of Saturn a metà 2000, dopo che New fu pubblicato come singolo a sé stante.
La canzone è stata prodotta da Glen Ballard, registrata da Karl Derfler e mixata da Jack Joseph Pulg.

## Il video
Il video musicale del brano, diretto da Hype Williams, è in parte basato sul controverso anime A-Kite.

## Tracce
- UK CD1

1. Ex-Girlfriend (album version) – 3:32
2. Leftovers – 4:28
3. Ex-Girlfriend (CD-Rom video)

- UK CD2

1. Ex-Girlfriend (album version) – 3:32
2. Big Distraction – 3:52
3. Full Circle – 3:16

## Classifiche
| Classifica (2000)                 | Massima posizione |
| --------------------------------- | ----------------- |
| Australian Singles Chart          | 9                 |
| Canadian Singles Chart            | 40                |
| Finnish Top 20                    | 15                |
| German Singles Chart              | 34                |
| Italian Singles Chart             | 37                |
| Swedish Top 60                    | 18                |
| Swiss Top 100                     | 19                |
| UK Singles Chart                  | 23                |
| U.S. Billboard Modern Rock Tracks | 2                 |

## Formazione

### Gruppo
- Gwen Stefani – voce
- Eric Stefani – chitarra, tastiere
- Tom Dumont - chitarra
- Tony Kanal – basso
- Adrian Young – batteria, percussioni

### Altri musicisti
- Gabrial McNair - synth, piano